# Tour de Catalogne 1989
Le Tour de Catalogne 1989 est la 69e édition du Tour de Catalogne, une course cycliste par étapes en Espagne. L’épreuve se déroule sur 7 étapes du 2 au 8 septembre 1989 sur un total de 1 124,2 km. Le vainqueur final est l'Espagnol Marino Lejarreta de l’équipe Paternina, devant Pedro Delgado et Álvaro Pino.

## Étapes
| Étape | Date        | Parcours                                              | km    | Vainqueur d’étape            | Leader du classement général |
| ----- | ----------- | ----------------------------------------------------- | ----- | ---------------------------- | ---------------------------- |
| 1     | 2 septembre | L'Hospitalet de Llobregat – L'Hospitalet de Llobregat | 146,2 | Mathieu Hermans (NED)        | Mathieu Hermans (NED)        |
| 2a    | 3 septembre | L'Hospitalet de Llobregat – Comarruga                 | 102,1 | Thierry Claveyrolat (FRA)    | Thierry Claveyrolat (FRA)    |
| 2b    | 3 septembre | Comarruga – Comarruga (clm/éq)                        | 20,1  | PDM (NED)                    | Gert-Jan Theunisse (NED)     |
| 3     | 4 septembre | El Vendrell – Tàrrega                                 | 198,6 | Jean-Paul van Poppel (NED)   | Steven Rooks (NED)           |
| 4     | 5 septembre | Tàrrega - Manresa                                     | 149,9 | Marino Alonso (ESP)          | Marino Alonso (ESP)          |
| 5     | 6 septembre | Manresa - Port del Comte                              | 168,8 | Thierry Claveyrolat (FRA)    | Marino Lejarreta (ESP)       |
| 6a    | 7 septembre | Solsona – Barcelone                                   | 122,9 | Manuel Jorge Domínguez (ESP) | Marino Lejarreta (ESP)       |
| 6b    | 7 septembre | Barcelone – Cerdanyola del Vallès (clm)               | 26,2  | Erik Breukink (NED)          | Marino Lejarreta (ESP)       |
| 7     | 8 septembre | Cerdanyola del Vallès – Platja d'Aro                  | 189,4 | Nico Emonds (BEL)            | Marino Lejarreta (ESP)       |

### 1reétape[1]
02-09-1989: L'Hospitalet de Llobregat – L'Hospitalet de Llobregat, 146,2 km :
|   | Cycliste                   | Équipe            | Temps           |
| - | -------------------------- | ----------------- | --------------- |
| 1 | Mathieu Hermans (NED)      | Paternina         | 3 h 28 min 55 s |
| 2 | Jean-Paul van Poppel (NED) | Panasonic-Isostar | m.t.            |
| 3 | Camillo Passera (ITA)      | Chateau d'Ax      | m.t.            |

|   | Cycliste                   | Équipe            | Temps           |
| - | -------------------------- | ----------------- | --------------- |
| 1 | Mathieu Hermans (NED)      | Paternina         | 3 h 28 min 55 s |
| 2 | Jean-Paul van Poppel (NED) | Panasonic-Isostar | m.t.            |
| 3 | Camillo Passera (ITA)      | Chateau d'Ax      | m.t.            |

### 2eétape A[2]
03-09-1990: L'Hospitalet de Llobregat – Comarruga, 102,1 km :
| Resultat de la 2e étape \| \| Cycliste \| Équipe \| Temps \| \| - \| -------------------------- \| ----------------- \| --------------- \| \| 1 \| Thierry Claveyrolat (FRA) \| RMO-Mavic \| 2 h 24 min 48 s \| \| 2 \| Jean-Paul van Poppel (NED) \| Panasonic-Isostar \| + 19 s \| \| 3 \| Giovanni Fidanza (ITA) \| Chateau d'Ax \| m. t. \| |                            |                   |                 |
| | Cycliste                   | Équipe            | Temps           |
| 1 | Thierry Claveyrolat (FRA)  | RMO-Mavic         | 2 h 24 min 48 s |
| 2 | Jean-Paul van Poppel (NED) | Panasonic-Isostar | + 19 s          |
| 3 | Giovanni Fidanza (ITA)     | Chateau d'Ax      | m. t.           |

### 2eétape B[2]
03-09-1989: Comarruga – Comarruga, 20,1 km (clm/éq):
|   | Équipe                  | Temps           |
| - | ----------------------- | --------------- |
| 1 | PDM (NED)               | 1 h 07 min 12 s |
| 2 | Panasonic-Isostar (NED) | + 24 s          |
| 3 | Chateau d'Ax (ITA)      | + 1 min 42 s    |

|   | Cycliste                 | Équipe | Temps           |
| - | ------------------------ | ------ | --------------- |
| 1 | Gert-Jan Theunisse (NED) | PDM    | 2 h 24 min 48 s |
| 2 | Steven Rooks (NED)       | PDM    | + 19 s          |
| 3 | Dag Erik Pedersen (NOR)  | PDM    | m. t.           |

### 3eétape[3]
04-09-1989: El Vendrell – Tàrrega, 198,6 km :
|   | Cycliste                     | Équipe            | Temps           |
| - | ---------------------------- | ----------------- | --------------- |
| 1 | Jean-Paul van Poppel (NED)   | Panasonic-Isostar | 4 h 52 min 30 s |
| 2 | Manuel Jorge Domínguez (ESP) | BH                | m.t.            |
| 3 | Casimiro Moreda (ESP)        | CLAS              | m.t.            |

|   | Cycliste                 | Équipe | Temps            |
| - | ------------------------ | ------ | ---------------- |
| 1 | Steven Rooks (NED)       | PDM    | 10 h 44 min 50 s |
| 2 | Gert-Jan Theunisse (NED) | PDM    | m.t.             |
| 3 | Dag Erik Pedersen (NOR)  | PDM    | m.t.             |

### 4eétape[4]
5-09-1989: Tàrrega - Manresa, 149,9 km :
|   | Cycliste                     | Équipe           | Temps           |
| - | ---------------------------- | ---------------- | --------------- |
| 1 | Marino Alonso (ESP)          | Teka             | 3 h 51 min 01 s |
| 2 | Manuel Jorge Domínguez (ESP) | BH               | + 1 min 17 s    |
| 3 | Edgar Corredor (COL)         | Café de Colombia | m.t.            |

|   | Cycliste                 | Équipe | Temps            |
| - | ------------------------ | ------ | ---------------- |
| 1 | Marino Alonso (ESP)      | Teka   | 14 h 37 min 03 s |
| 2 | Steven Rooks (NED)       | PDM    | + 5 s            |
| 3 | Gert-Jan Theunisse (NED) | PDM    | m.t.             |

### 5eétape[5]
6-09-1989: Manresa - Port del Comte, 168,8 km :
|   | Cycliste                  | Équipe    | Temps           |
| - | ------------------------- | --------- | --------------- |
| 1 | Thierry Claveyrolat (FRA) | RMO       | 4 h 50 min 58 s |
| 2 | Pedro Delgado (ESP)       | Reynolds  | + 2 s           |
| 3 | Marino Lejarreta (ESP)    | Paternina | + 5 s           |

|   | Cycliste               | Équipe    | Temps            |
| - | ---------------------- | --------- | ---------------- |
| 1 | Marino Lejarreta (ESP) | Paternina | 19 h 28 min 29 s |
| 2 | Pedro Delgado (ESP)    | Reynolds  | + 3 s            |
| 3 | Jokin Mujika (ESP)     | Paternina | + 9 s            |

### 6eétape A[6]
7-09-1989: Solsona – Barcelone, 122,9 km :
| Resultat de la 6e étape A \| \| Cycliste \| Équipe \| Temps \| \| - \| ---------------------------- \| --------- \| --------------- \| \| 1 \| Manuel Jorge Domínguez (ESP) \| BH \| 3 h 06 min 28 s \| \| 2 \| José Rodríguez (ESP) \| Seur \| m.t. \| \| 3 \| Jesús Arambarri (ESP) \| Paternina \| m.t. \| |                              |           |                 |
| | Cycliste                     | Équipe    | Temps           |
| 1 | Manuel Jorge Domínguez (ESP) | BH        | 3 h 06 min 28 s |
| 2 | José Rodríguez (ESP)         | Seur      | m.t.            |
| 3 | Jesús Arambarri (ESP)        | Paternina | m.t.            |

### 6eétape B[6]
7-09-1989: Barcelone – Cerdanyola del Vallès, 26,2 km (clm):
|   | Cycliste               | Équipe    | Temps       |
| - | ---------------------- | --------- | ----------- |
| 1 | Erik Breukink (NED)    | Carrera   | 37 min 13 s |
| 2 | Álvaro Pino (ESP)      | BH        | + 28 s      |
| 3 | Marino Lejarreta (ESP) | Paternina | + 29 s      |

|   | Cycliste               | Équipe    | Temps            |
| - | ---------------------- | --------- | ---------------- |
| 1 | Marino Lejarreta (ESP) | Paternina | 23 h 12 min 39 s |
| 2 | Pedro Delgado (ESP)    | Reynolds  | + 9 s            |
| 3 | Álvaro Pino (ESP)      | BH        | + 23 s           |

### 7eétape[7]
8-09-1989: Cerdanyola del Vallès – Platja d'Aro, 189,4 km :
|   | Cycliste                   | Équipe      | Temps           |
| - | -------------------------- | ----------- | --------------- |
| 1 | Nico Emonds (BEL)          | Teka        | 5 h 12 min 15 s |
| 2 | José Manuel Oliveira (ESP) | CLAS        | + 1 min 03 s    |
| 3 | Antonio Martínez (ESP)     | Lotus-Zahor | + 1 min 06 s    |

|   | Cycliste               | Équipe    | Temps            |
| - | ---------------------- | --------- | ---------------- |
| 1 | Marino Lejarreta (ESP) | Paternina | 28 h 34 min 05 s |
| 2 | Pedro Delgado (ESP)    | Reynolds  | + 9 s            |
| 3 | Álvaro Pino (ESP)      | BH        | + 23 s           |

## Classement général
|    | Cycliste                  | Équipe           | Temps            |
| -- | ------------------------- | ---------------- | ---------------- |
| 1  | Marino Lejarreta (ESP)    | Paternina        | 28 h 34 min 05 s |
| 2  | Pedro Delgado (ESP)       | Reynolds         | + 9 s            |
| 3  | Álvaro Pino (ESP)         | BH               | + 23 s           |
| 4  | Laudelino Cubino (ESP)    | BH               | + 39 s           |
| 5  | Tony Rominger (SUI)       | Chateau d'Ax     | + 1 min 06 s     |
| 6  | Thierry Claveyrolat (FRA) | RMO              | + 1 min 27 s     |
| 7  | Jokin Mujika (ESP)        | Paternina        | + 1 min 30 s     |
| 8  | Alberto Camargo (COL)     | Café de Colombia | + 1 min 39 s     |
| 9  | Raúl Alcalá (MEX)         | PDM              | + 1 min 40 s     |
| 10 | Miguel Indurain (ESP)     | Reynolds         | + 1 min 52 s     |

## Classements annexes
|   | Cycliste                  | Équipe | Points    |
| - | ------------------------- | ------ | --------- |
| 1 | Thierry Claveyrolat (FRA) | RMO    | 47 Points |
| 2 | Iñaki Gastón (ESP)        | Kelme  | 28 Points |
| 3 | Álvaro Pino (ESP)         | BH     | 26 Points |

|   | Cycliste                    | Équipe    | Points    |
| - | --------------------------- | --------- | --------- |
| 1 | Miguel Àngel Iglesias (ESP) | Helios-CR | 13 Points |
| 2 | Nico Emonds (BEL)           | Teka      | 9 Points  |
| 3 | Thierry Claveyrolat (FRA)   | RMO       | 6 Points  |

|   | Cycliste                     | Équipe | Points    |
| - | ---------------------------- | ------ | --------- |
| 1 | Manuel Jorge Domínguez (ESP) | BH     | 97 Points |
| 2 | Thierry Claveyrolat (FRA)    | RMO    | 66 Points |
| 3 | José Rodríguez (ESP)         | Seur   | 57 Points |

|   | Équipe    | Pays    | Temps            |
| - | --------- | ------- | ---------------- |
| 1 | BH        | Espagne | 87 h 01 min 42 s |
| 2 | Reynolds  | Espagne | + 1 min 18 s     |
| 3 | Paternina | Espagne | + 7 min 26 s     |